# Lisbeli Vera Andrade
Pour les articles homonymes, voir Vera et Andrade.
Lisbeli Marina Vera Andrade, née le 15 septembre 2001 à Mérida (Venezuela), est une athlète handisport vénézuélienne, concourant dans la catégorie T47 pour les athlètes souffrant d'un handicap au tronc ou aux bras. Elle est sacrée championne paralympique du 100 m et du 200 m T47 lors des Jeux paralympiques d'été de 2020.

## Jeunesse
Lisbeli Vera Andrade est née sans avant-bras gauche. Elle est victime de brimades scolaires à cause de son infirmité.

## Carrière
Elle fait ses débuts internationaux chez les seniors aux Jeux parapanaméricains de 2019 où elle remporte l'or sur le 400 m T47 et deux médailles de bronze sur le 100 m et le 200 m T47. La même année, elle remporte deux médailles de bronze aux championnats du monde 2019.
Lors de ses premiers Jeux paralympiques en 2020, elle remporte le 100 m T47 en 11 s 97, à moins d'un millième de secondes de la médaillée d'argent, l'Américaine Brittni Mason. Quelques jours plus tôt, elle était déjà montée sur la troisième marche du podium du 400 m T47.

## Palmarès
| Date | Compétition            | Lieu  | Place | Course | Temps   |
| ---- | ---------------------- | ----- | ----- | ------ | ------- |
| 2019 | Jeux parapanaméricains | Lima  | 2e    | 100 m  | 12 s 39 |
| 2019 | Jeux parapanaméricains | Lima  | 2e    | 200 m  | 25 s 46 |
| 2019 | Jeux parapanaméricains | Lima  | 1re   | 400 m  | 59 s 10 |
| 2019 | Championnats du monde  | Dubaï | 4e    | 100 m  | 12 s 45 |
| 2019 | Championnats du monde  | Dubaï | 3e    | 200 m  | 25 s 08 |
| 2019 | Championnats du monde  | Dubaï | 3e    | 400 m  | 58 s 98 |
| 2021 | Jeux paralympiques     | Tokyo | 1re   | 100 m  | 11 s 97 |
| 2021 | Jeux paralympiques     | Tokyo | 2e    | 200 m  | 24 s 52 |
| 2021 | Jeux paralympiques     | Tokyo | 2e    | 400 m  | 57 s 32 |